# تام مک‌الیستر (بازیکن فوتبال )
تام مک‌الیستر (انگلیسی: Tom McAllister; ۷ سپتامبر ۱۸۸۱ – ۱۴ مارس ۱۹۵۱) بازیکن فوتبال اهل بریتانیا بود.
از باشگاه‌هایی که در آن بازی کرده‌است می‌توان به باشگاه فوتبال برنتفورد و باشگاه فوتبال بلکبرن روورز اشاره کرد.